# Miranda Aldhouse-Green
Miranda Jane Aldhouse-Green, née à Londres le 24 juillet 1947, est une archéologue et universitaire britannique. Elle est professeure émérite à l'université de Cardiff.

## Biographie
Miranda Aldhouse-Green fait ses études à l'université de Cardiff et à Lady Margaret Hall (Oxford). Elle soutient sa thèse de doctorat à l'Open University. Elle est professeure d'art, religion et rituel celtiques d'abord à l'université de Galles du sud à Newport, puis à l'université de Cardiff, où elle enseigne dans le département d'histoire, archéologie et religion. Elle est directrice de recherche honoraire au Centre des hautes études galloises et celtiques d'Aberystwyth.
Ses recherches portent sur les civilisations celtique et romaine. Elle s'intéresse particulièrement aux hommes des tourbières, et est l'auteure d'un ouvrage pour lequel elle a reçu le prix de l'Institut archéologique américain en 2017.
Miranda Aldhouse-Green est membre honoraire de la Society of Antiquaries of London. Elle est l'épouse de Stephen Aldhouse-Green (1945-2016).

## Prix
- 2017 : Felicia A. Holton Book Award pour son livre Bog Bodies Uncovered - Solving Europe’s Ancient Mystery (2015)[4]

## Publications
En français
- Les Druides, Errance, Paris 2000,  (ISBN 978-2877721905).
- Mythes celtiques, Seuil, coll. « Points sagesse », Paris, octobre 1995, 160 p.  (ISBN 978-2-02-022046-0).

En anglais
- Sussex Archaeological Collections, 1973.
- A corpus of small cult-objects from the military areas of Roman Britain,  British Archaeological Reports, British Series, 1978.
- Roman Archaeology, Longman, 1984.
- The World of the Druids, Thames, 1992.
- Celtic Goddesses ; warriors, virgins and mothers, British Museum Press, 1995.
- Exploring the World of the Druids, Thames and Hudson, 1997.
- Dictionary of Celtic Myth and Legend, Thames and Hudson, 1997.
- Celtic Art ; Symbols and Imagery, Sterling, 1997.
- Vessels of Death, Antiquaries Journal 78, 63--84, 1998.
- Pilgrims in Stone, British Archaeological Reports, International Series, 1999.
- Dying for the Gods ; Human Sacrifice in Iron Age and Roman Europe, Tempus, 2001.
- The Gods of Roman Britain, Shire Publications, 2003,  (ISBN 978-0852636343).
- The Celts, Weiderfeld and Nicolson, 2004.
- Gwent in Prehistory and Early History, University of Wales Press, 2004.
- Bog Bodies Uncovered - Solving Europe’s Ancient Mystery, Thames & Hudson, 2015.
- Sacred Britannia : The Gods and Rituals of Roman Britain, Thames & Hudson, 2018,  (ISBN 9780500252222).